# Uto Ughi
Pour les articles homonymes, voir Uto (homonymie).
Diodato Ughi dit Uto Ughi (né le 21 janvier 1944 à Busto Arsizio, en Lombardie) est un violoniste et chef d'orchestre italien.

## Biographie
Le père d'Uto Ughi était un avocat de Trieste passionné de musique. Uto a commencé à jouer du violon vers « 5 ou 6 ans », et a fait ses débuts à 7 ans, au Teatro Lirico de Milan. À 12 ans, il était déjà considéré comme un artiste accompli. Il a poursuivi ses études avec George Enescu à Paris, Corrado Romano à Genève puis à l'Accademia Chigiana de Sienne avec Riccardo Brengola ; à Sienne, il a pu rencontrer Andrés Segovia et Pablo Casals. 
Il a été le directeur musical de l'Orchestre de l'Académie nationale Sainte-Cécile de 1992 à 1997.
Uto Ughi s'est engagé lui-même dans de nombreuses actions pour promouvoir la culture musicale. Il est le fondateur de plusieurs festivals de musique, comme "Omaggio à Venise", "Omaggio a Roma" (1999–2002) et "Uto Ughi per Roma". En association avec Bruno Tosi, Uto Ughi a créé le prix musical "Una vita per la Musica".

## Prix et honneurs
Le 4 septembre 1997, il a été promu Cavaliere della Gran Croce par le président de l'Italie et en 2002, il a été reçu docteur honoris causa en sciences de la communication. Il a obtenu diverses récompenses, comme le prestigieux "Una vita per la musica - Leonard Bernstein" (23 juin 1997), le prix "Galileo 2000" (5 juillet 2003) et le prix international "Ostia Mare" (8 août 2003).

## Ses violons
Ughi possède les violons suivants :

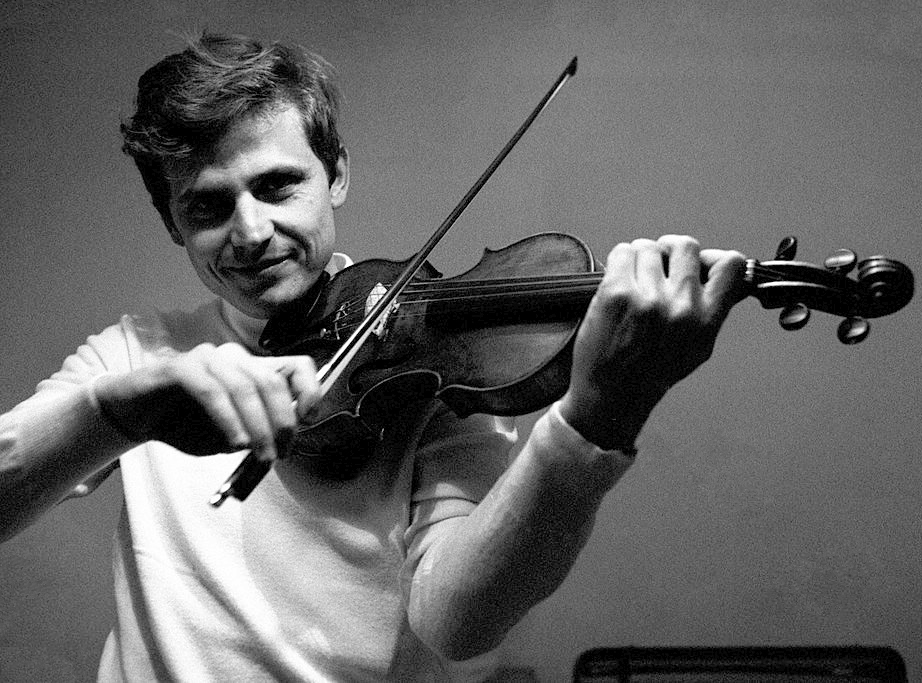
Uto Ughi avec un de ses violons.

- les Van Houten-Kreutzer (1701) et Sinsheimer-General Kyd-Perlman (1714) d'Antonio Stradivari ;
- les Kortschak-Wurlitzer (1739), Ole Bull (1744) et Cariplo-Hennel-Rosé (1744) de Giuseppe Guarneri del Gesù.

## Distinctions
- Grand officier de l'ordre du Mérite de la République italienne (2 juin 1985)
- Chevalier grand-croix de l'ordre du Mérite de la République italienne (2 mai 1996)